# Ermengarde av Narbonne
Ermengarde av Narbonne, född 1127, död 1197, var en fransk vasall. 
Hon var regerande vikomtessa av Narbonne mellan 1134 och 1192.